# アンツィオの戦い
アンツィオの戦い（アンツィオのたたかい、英語: Battle of Anzio、1944年1月22日 - 6月5日）は、第二次世界大戦においてイタリアのアンツィオおよびネットゥーノで行われた戦い。ここでは連合軍のアンツィオおよびネットゥーノ上陸（シングル作戦、Operation Shingle、屋根板作戦）から包囲網突破およびローマ解放（ダイアデム作戦、Operation Diadem、王冠作戦）までを述べる。アメリカ陸軍少将ジョン・ポーター・ルーカスに指揮されたシングル作戦は、イタリア戦線におけるローマ攻撃のためにグスタフ・ラインのドイツ軍を包囲することを目的として企画された。

## 背景
イタリア侵攻から続く1943年末、連合国軍はイタリア南部を横切るローマの戦略的防衛ライン「グスタフ・ライン」で泥沼にはまり込んでいた。イタリア中央部の地形は防御に最適で、ドイツ空軍元帥アルベルト・ケッセルリンクはその有利さを最大限に生かした。連合軍では行き詰まりを打開しようといくつかの策が練られたが、その中にイギリス首相ウィンストン・チャーチルのアイデアによる「シングル作戦」があった。アメリカ陸軍参謀総長ジョージ・C・マーシャル大将は当初シングル作戦に対しあまり関心を示さず、より大規模なノルマンディー上陸計画に関心を持っていた。チャーチルが個人的に懇願して初めて、彼のアイデアがアメリカ大統領フランクリン・ルーズベルトとソ連共産党書記長ヨシフ・スターリン（彼は東部戦線の負担が軽減される大規模攻勢なら何でも歓迎した）に受け入れられた。
南方のグスタフ・ラインではマーク・ウェイン・クラーク中将指揮のアメリカ第5軍の攻勢により、ローマ周辺およびローマと海岸の間の高地にあったドイツ軍予備戦力を引きずりだした。これにより、ジョン・ポーター・ルーカス少将指揮のアメリカ第6軍団のアンツィオおよびネットゥーノへの奇襲上陸と、その後アルバーノ丘陵へ速やかに進撃することによってドイツ軍の通信とフリードリーン・フォン・ゼンガー・ウント・エッターリン大将指揮のドイツ第14装甲軍団の退路を断つ可能性が出てきた。

## シングル作戦計画
計画立案時、ドイツ軍南部イタリア方面総司令官アルベルト・ケッセルリンク空軍元帥が部隊をグスタフ・ラインから引き抜けば、その時連合国軍がグスタフ・ラインを突破できるのかどうかについて議論がなされた。もしケッセルリンクがグスタフ・ラインから部隊を引き抜かなければ、シングル作戦はローマを占領しグスタフ・ラインのドイツ軍を孤立させることができるだろうし、ドイツ軍がローマとグスタフ・ラインの両方を防衛できるだけの十分な予備戦力を持っていたとしても、作戦は他の戦線で交戦中の部隊とっては有益だろうと考えられた。1943年12月18日、作戦は一旦正式に中止されたが、後に再び採択され、実行されることになった。
クラーク中将は南方（グスタフ・ライン）戦線では敵前線を突破するだけの戦力を持っているとは考えていなかった。そのため彼の計画は、南での攻勢がケッセルリンクの予備兵力を引き出すことを当てにし、それによりアンツィオ上陸部隊が速やかに内陸に進出するというものだった。しかし、彼がルーカスに下した命令書にはそのようには書かれていなかった。それには「アンツィオ付近に海岸堡を確保」し、「アルバーノ丘陵へ進出すること」とだけ書かれてあった。それはクラークのサレルノ海岸堡での激闘の経験と、ルーカスの経験不足による危惧があったためと思われている。
そのルーカスは、上層部あるいは作戦計画を全面的には信頼していなかった。攻撃に先立つ数日前、彼は日記に記している。「私の考えでは、我々は我々の求めるものを得ない限り、このようないちかばちかの作戦を引き受けるべきではない。」「（本作戦は）ものすごくガリポリの臭いがする。どうやら同じアマチュアはまだコーチ席にいるらしい。」“アマチュア”とはウィンストン・チャーチルのことであり、悲惨な結果に終わったガリポリ上陸作戦の立案者であり、そしてシングル作戦の提唱者であった。

### 海上戦力
この計画の問題点の一つに、利用可能な上陸用舟艇の確保があった。アメリカ軍司令部は特に、ノルマンディー上陸および南フランス上陸作戦は延期しないことを決定していた。そのためシングル作戦では、当初これら貴重な舟艇の使用期限は1月15日までとされた。しかしそれは困難であるとされ、ルーズベルト大統領は2月5日までの延長を許可した。
戦車揚陸艦（LST）は、当初シングル作戦用に1個師団が上陸できる数だけ確保できた。のちにチャーチルの個人的な主張で、2個師団が上陸可能な数に増やされた（彼は後に、これら戦車揚陸艦など特定の資材や、他にアメリカ軍第504落下傘連隊のような有力な部隊をも手に入れるための大きな政治努力を払ったことを明かにした）。連合軍情報部は5、6個師団がアンツィオ地域にいると考えていたが、アメリカ第5軍情報部はこの時のドイツ第10軍の戦力をかなり過小評価しており、9月からの戦闘で消耗していると信じ込んでいた。

### 戦闘序列
連合国軍はこの攻撃に5隻の巡洋艦、24隻の駆逐艦、238隻の上陸用舟艇その他62隻以上の艦船と、40,000名の兵および5,000台以上の車両の投入が計画された。
攻撃部隊は3個群で構成された。
1. イギリス軍（“ピーター・ビーチ”）: アンツィオの北10kmの海岸に上陸
- イギリス軍第1歩兵師団
  - 第2歩兵旅団
    - ローヤル・ノースランカシャー連隊第1大隊（1st Bn, The Loyal Regiment）
    - プリンス・オブ・ウェールズス（ノース・スタッフォードシャー）連隊第2大隊（2nd Bn, The North Staffordshire Regiment）
    - ザ・ゴードン・ハイランダーズ第6大隊（6th Bn, The Gordon Highlanders）

  - 第3歩兵旅団
    - デューク・オブ・ウェリントン連隊第1大隊（1st Bn, The Duke of Wellington's Regiment）
    - シャーウッド・フォレスターズ（ノッティンガムシャー・アンド・ダービーシャー）連隊第2大隊（2nd Bn, The Sherwood Foresters）
    - キングス・シュロップシャー軽歩兵第1大隊（1st Bn, The King's Shropshire Light Infantry）

  - 第24近衛歩兵旅団
    - グレナディアガーズ第5大隊（5th Bn, Grenadier Guards）
    - アイリッシュガーズ第1大隊（1st Bn, Irish Guards）
    - スコッツガーズ第1大隊（1st Bn, Scots Guards）

  - 第1偵察連隊
  - ミドルセックス（デューク・オブ・ケンブリッジ・オウン）連隊第2/6大隊（2/6th The Middlesex Regiment）
- 王立砲兵連隊（Royal Artillery）
  - 第2、第19、第67王立砲兵連隊（2, 19 & 67 Field Regiment, RA）
  - 第81王立対戦車砲兵連隊（81 Anti-tank Regiment, RA）
  - 第90王立軽対空連隊（90 Light Anti-aircraft Regiment, RA）
- 王立工兵軍団（Royal Engineers）
  - 第23、第238、第248王立工兵中隊（23, 238 & 248 Field Companies, RE）
  - 第6王立工兵補給中隊（6 Field Park Company, RE）
  - 第1王立工兵架橋小隊（1 Bridging Platoon, RE）
- 第46王立戦車連隊（46th Royal Tank Regiment）
- 第2特殊任務旅団（一部）（2 Special Service Brigade）
  - 第9コマンドー（No.9 Commando）
  - 第43コマンドー (イギリス海兵隊)（No.43 Commando (RM)）

2. 北西方面アメリカ軍（“イエロー・ビーチ”）: アンツィオ港を攻撃。第504落下傘大隊によるアンツィオ北への空挺降下計画があったが、取りやめになった。
- 第6615レンジャー部隊（6615 Ranger Force）
  - 第1レンジャー大隊（1st Ranger Battalion）
  - 第3レンジャー大隊（3rd Ranger Battalion）
  - 第4レンジャー大隊（4th Ranger Battalion）
  - 第509落下傘大隊（509th Parachute Infantry Battalion (PIB)）
  - 第83化学戦大隊（U.S. 83rd Chemical Battalion）
- 第93後送病院（U.S. 93rd Evacuation Hospital）
- 第95後送病院（U.S. 95th Evacuation Hospital）

3. 南西方面アメリカ軍（“X-レイ・ビーチ”）: アンツィオの10km東の海岸に上陸
- 第3歩兵師団
  - 第7歩兵連隊（7th Infantry Regiment）
    - 第1歩兵大隊（1/7 Infantry Battalion）
    - 第2歩兵大隊（2/7 Infantry Battalion）
    - 第3歩兵大隊（3/7 Infantry Battalion）

  - 第15歩兵連隊（15th Infantry Regiment）
    - 第1歩兵大隊（1/15 Infantry Battalion）
    - 第2歩兵大隊（2/15 Infantry Battalion）
    - 第3歩兵大隊（3/15 Infantry Battalion）

  - 第30歩兵連隊（30th Infantry Regiment）
    - 第1歩兵大隊（1/30 Infantry Battalion）
    - 第2歩兵大隊（2/30 Infantry Battalion）
    - 第3歩兵大隊（3/30 Infantry Battalion）

  - 第3師団砲兵隊（3rd Infantry Division Artillery）
    - 第9中砲兵大隊（9 Medium Artillery Battalion）
    - 第19、第39、第41砲兵大隊（10, 39 & 41 Field Artillery Battalions）

  - 第10工兵大隊（10 Engineer Battalion）
  - 第601戦車駆逐大隊（601st Tank Destroyer Battalion）
  - 第75戦車大隊（751st Tank Battalion）
  - 第441対空自動火器大隊（441st AAA Automatic Weapons Battalion）
  - 第36砲兵連隊B中隊（Battery B, 36th Field Artillery Regiment）
  - 第69自走砲大隊（69th Armored Field Artillery Battalion）
  - 第84化学戦大隊（自動車化）（84th Chemical Battalion (motorized)）
- 第504落下傘連隊（U.S. 504th Parachute Infantry Regiment）
  - 第1落下傘大隊（1/504 Parachute Infantry Battalion）
  - 第2落下傘大隊（2/504 Parachute Infantry Battalion）
  - 第3落下傘大隊（3/504 Parachute Infantry Battalion）

### 南方戦線（グスタフ・ライン）
1944年1月16日、アメリカ第5軍はグスタフ・ラインへの攻撃を開始した。この段階ではグスタフ・ラインの突破はできなかったが、ローマの予備戦力を引きずり出すことには成功した。グスタフ・ラインの指揮官ハインリヒ・フォン・フィーティングホフ上級大将は増援を要請し、ケッセルリンクは第29および第90装甲擲弾兵師団をローマから派遣した。

## 戦闘

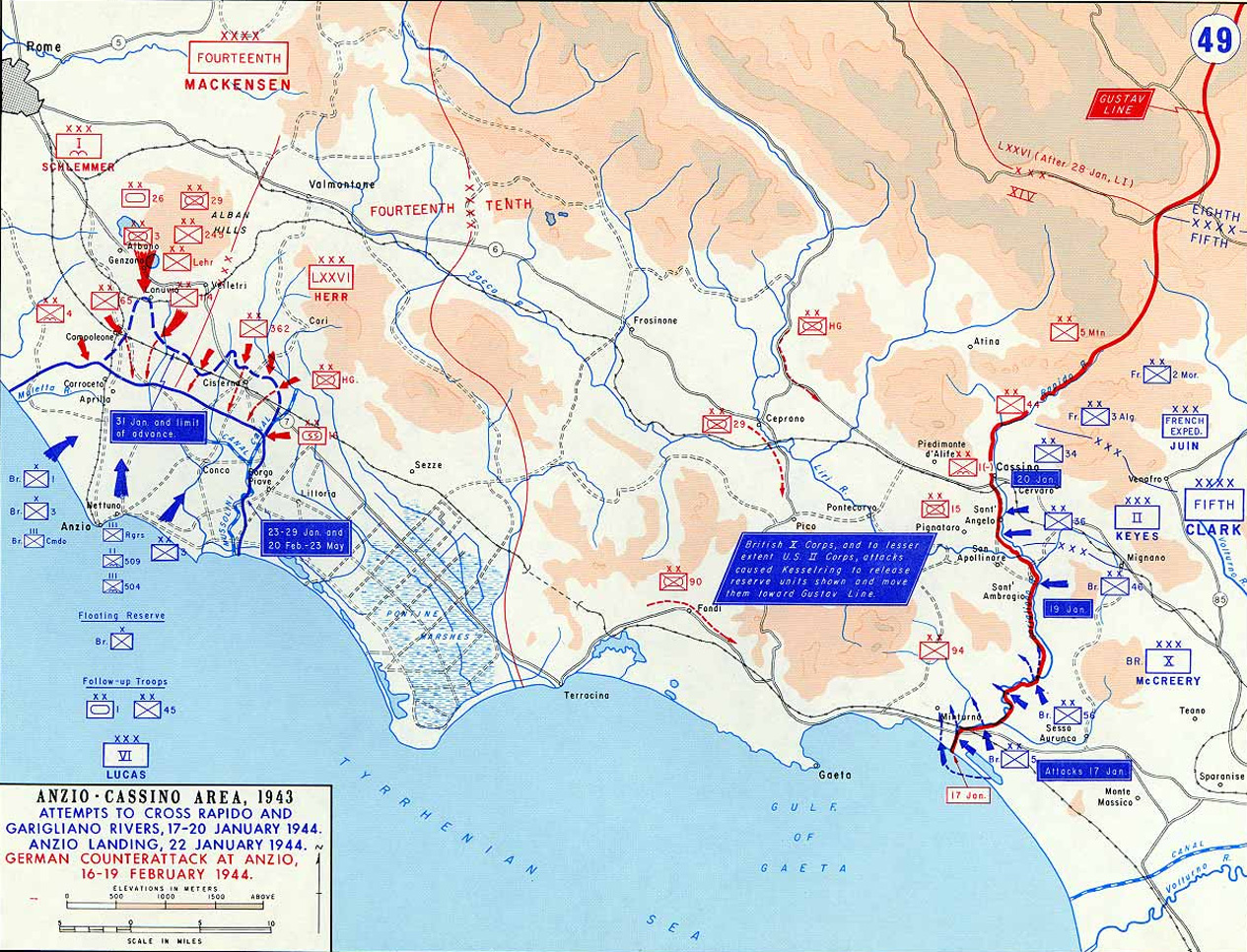
アンツィオおよびカッシーノの部隊配置 1944年1月/2月

### 上陸
1944年1月22日、上陸作戦は開始された。
ドイツ軍の抵抗が予想されていたが、1943年のサレルノのように、ドイツ空軍によるとりとめのない地上掃射以外は特になかった。
深夜までに36,000名の兵と3,200両の車両が海岸に上陸し、13名の連合軍兵士が死亡、97名が負傷した。また約200名のドイツ軍が捕虜になった。レンジャー部隊はアンツィオ港を、第509落下傘大隊はネットゥーノを占領し、そして第1師団は3km内陸に、第3師団は5km内陸に進出した。
作戦初日、イタリアのレジスタンス運動の指導者らは連合軍司令部で会談し、アルバーノ丘陵までの道案内をかって出たが、連合軍指揮官はそれを断った。

### 上陸後
連合国軍上層部はルーカスに上陸後何らかの攻勢をとることを期待していた。上陸作戦のポイントはグスタフ・ラインのドイツ軍守備隊の背後をとる事であり、願わくば彼らがパニックに陥りローマより北へ撤退する事であった。しかし、ルーカスは人員と機材を小さな橋頭堡に送り込み、（速やかに進軍せず）その防御を固めた。
ウィンストン・チャーチルはこの行動に明らかに腹を立てて言った。「私は岸に山猫を放つことを望んでいたのだが、我々が手に入れたのは岸に打ち上げられたクジラか。」
このルーカスの決断は論争の的となっている。歴史家として著名なジョン・キーガンは「ルーカスは作戦初日にローマへ急進するリスクを冒していれば、彼の先鋒は間もなく撃退されたかもしれないが、おそらくローマに到着していただろう。それでも彼はアンツィオの地に“しっかりと杭を打ち込むことができた”ことを強調するかもしれない」と述べる。しかし、ルーカスは作戦の戦略計画に確信を持っていなかったし、クラーク将軍からの命令の解釈について話し合うこともできなかった。そのような中で2個師団が上陸し、2、3度ドイツ軍と対峙した時、ルーカスが上陸地点は決して安全ではないと思ったとしても不思議ではなかった。だが、キーガンによれば、ルーカスの行動は「双方にとって最悪であり、敵に何の障害もなく、自軍を危険にさらすことになった。」後の2月23日にルーカスは解任され、ルシアン・トラスコットが後任となる。

### 枢軸国軍の反応
1月22日03:00、ケッセルリンクは連合軍が上陸した旨の報告を受けた。上陸は突然のことだったが、彼は上陸の可能性のあるすべての場所に対処するための非常事態計画を講じた。すべての計画は彼の師団の、それぞれ自動車化され、速やかに移動して敵と接触し、他の部隊が守備につくまでの時間を稼ぐことのできる緊急対応部隊（戦闘団“Kampfgruppe”）を当てにしていた。
05:00、彼は約2万の守備隊が初日の終わりまでには到着すると予測し、第4降下猟兵師団およびヘルマン・ゲーリング師団に対し、アンツィオからカンポレオーネおよびチステルナを経由しアルバーノ丘陵へ至る道路の守備を命じた。加えて、彼は国防軍最高司令部（OKW）に援軍を要請し、OKWはフランス、ユーゴスラビアおよびドイツ国内から3個師団以上を派遣し、さらにイタリアにあったOKW直轄の3個師団をケッセルリンクの指揮下に組み入れた。その朝遅く、ケッセルリンクはドイツ第14軍司令官エーベルハルト・フォン・マッケンゼン上級大将およびグスタフ・ラインのドイツ第10軍司令官ハインリヒ・フォン・フィーティングホフに対してさらに増援を送るよう命じた。
すぐ近くにいたドイツ軍部隊はほんの数日前にグスタフ・ラインの増援に派遣された部隊だった。南方戦線にあった（または向かっていた）すべての投入可能な予備戦力はアンツィオに殺到した。これらには第3装甲擲弾兵師団、第71歩兵師団、それにドイツ空軍のヘルマン・ゲーリング師団の大部分が含まれていた。ケッセルリンクは当初、連合軍の本格的な攻勢が1月23日か24日に開始されれば、防ぎきることはできないだろうと考えていた。しかし、1月22日の終わりまでに積極的な攻勢もなく、彼は守り通せると確信した。さらに、1月22日夕刻にアルフレート・シュレムの第1降下猟兵軍団司令部が到着し、ドイツ軍の防衛準備はより強固な物になったが、翌23日にはさらなる守備隊の到着はほとんどなかった。
1月24日までには、4万以上のドイツ兵が配置についた。
上陸3日後、海岸堡は3個師団からなる防衛ラインに包囲されていた。西は第4降下猟兵師団、中央のアルバーノ丘陵前には第3装甲擲弾兵師団、東にはヘルマン・ゲーリング師団。
1月25日、ドイツ第14軍のフォン・マッケンゼンは守備隊の指揮を任せられた。ドイツ軍8個師団は海岸堡を包囲する防衛ラインに配置され、ほかの5個師団はアンツィオへの道の途中に布陣した。ケッセルリンクは海岸堡への攻撃を1月28日としたが、のちに2月1日に延期された。

### 連合国軍攻勢
1月29日までに、さらにアメリカ軍第45歩兵師団と第1機甲師団を含む部隊が上陸し、海岸堡の兵力は合計で69,000名の兵、508門の火砲、208両の戦車となり、対するドイツ軍は71,500名になっていた。1月30日、ルーカスは二面攻撃を開始した。第一手が、東方のアルバーノ丘陵に向かう前にチステルナの高速道路7号線を遮断している間に、第二手がヴィア・アンツィアーテの上方、北東のカンポレオーネ方面へ進撃するという計画だった。第二手のイギリス軍第1師団は激しく戦いながら前進したが、カンポレオーネの攻略に失敗し、ヴィア・アンツィアーテに向かって突出した形で戦闘を終えた。右翼では、2個レンジャー大隊が主攻勢の先遣部隊としてチステルナ方面に大胆かつ隠密に進出したが、日が登るとともに交戦状態になり、分断された。第1および第3レンジャー大隊767名のうち、6名が帰還し、743名が捕虜になった。第3師団は幅約11kmにわたる戦線で約5km前進したが、包囲を突破することもチステルナを攻略する事もできなかった。

### ドイツ軍反撃

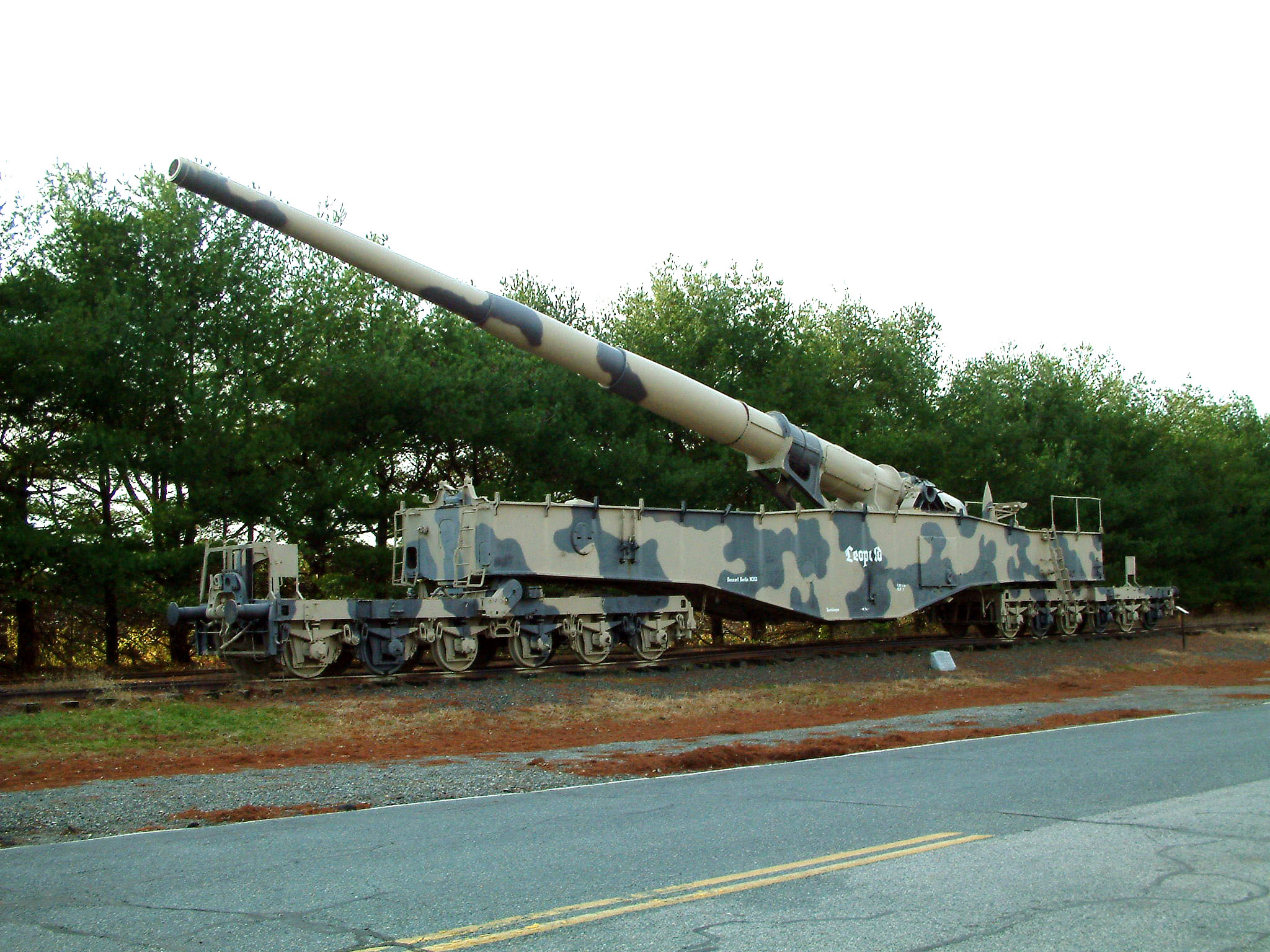
ドイツ軍列車砲「レーオポルト」（連合軍呼称「アンツィオ・アニー」）。アンツィオ海岸堡を砲撃し連合軍を震撼させた。（クルップK5参照）

2月3日、ドイツ軍はカンポレオーネの突出部に対して反撃を開始した。その兵力は2個軍団（シュレム指揮の第1降下猟兵軍団とトラウゴト・ヘル大将指揮の第76装甲軍団）およそ10万名にのぼった。再び戦闘は激しくなり、直近に到着したイギリス第56歩兵師団を含む76,400の連合軍は2月10日には押し戻され、突出部は排除された。
2月16日、ドイツ軍はヴィア・アンツィアーテに沿って行われる新しい攻勢「フィッシュファング作戦」（Operation Fischfang、漁労作戦）を開始した。2月18日までの激戦ののち、連合軍の最後の海岸堡陣地（事実上の上陸地点の海岸）も攻撃にさらされた。しかし、第6軍団の予備戦力も投入した連合軍の抵抗はドイツ軍の進撃を食い止め、フィッシュファング作戦は中止された。フィッシュファング作戦において、ドイツ軍は5,400名、連合軍は3,500名の損害を出し、最初の上陸以来両軍の損害は20,000名に達していた。
部隊の消耗にもかかわらず、アドルフ・ヒトラーは第14軍は攻撃を続行すべきだと主張した。そのため2月29日には次の攻撃が開始され、この時はチステルナ周辺の第76装甲軍団の戦線で行われた。この攻撃は、第14軍にさらに2,500名の損害を出しただけでほとんどなんの成果も得られなかった。

## 膠着状態: ダイアデム作戦計画

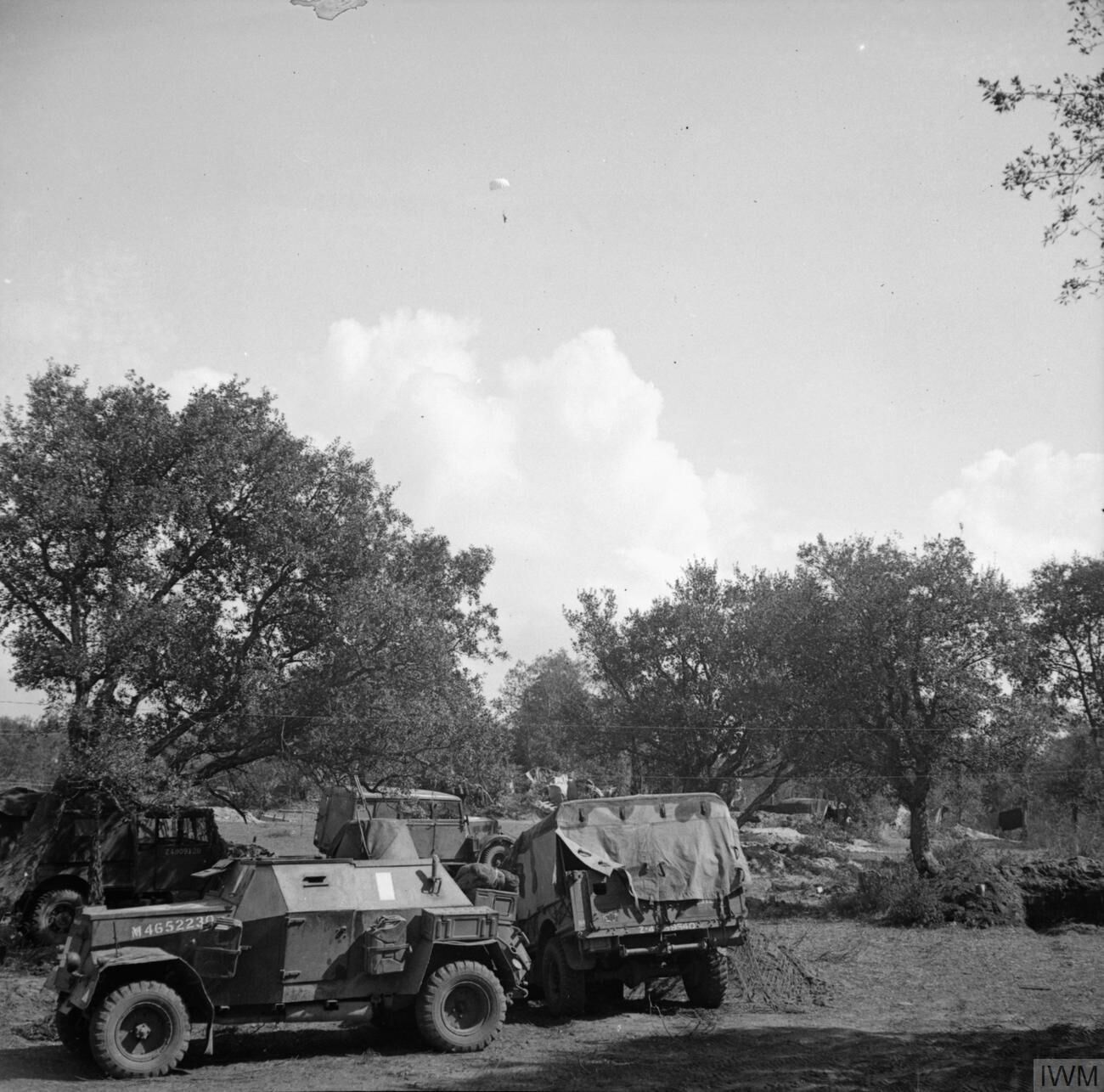
撃墜され、パラシュートで脱出したドイツ軍パイロット（1944年3月21日、アンツィオ海岸堡にて）

両軍は春までに決着がつくことはないと考え、戦力を整えつつ積極的な哨戒と砲撃による防御体制に入った。その春を予期してケッセルリンクは、海岸堡戦線の後方に、ローマの南、アルバーノからヴァルモントーネを通過しイタリア半島を横断してアドリア海沿岸のペスカーラに至る新しい防衛ライン「カエサル・C・ライン」の構築と、第10軍に必要な時に後退することを命じた。一方、連合国軍イタリア方面総司令官ハロルド・アレクサンダーは5月にグスタフ・ラインに対する大規模攻勢「ダイアデム作戦」を計画しており、2月22日にアメリカ第3歩兵師団長から第6軍団長に昇進したトラスコットは参謀とともにそれに沿って決定的な攻撃の計画を練った。計画の目的は、大規模な攻勢をかけることで、ドイツ軍が連合軍を駆逐しようといういかなる見込みも打ち砕き、ドイツ第10軍をアンツィオから進出した第6軍団とグスタフ・ラインを突破した連合軍で包囲・撃滅することだった。
3月にアメリカ軍第34歩兵師団が、5月初旬に同第36歩兵師団がアンツィオに到着し、イギリス軍第56歩兵師団は同第5歩兵師団と交替した。5月下旬までにドイツ軍5個師団に対し、海岸堡の連合国軍はアメリカ軍5個師団とイギリス軍2個師団のおよそ15万人になった。ドイツ軍師団は守備に専念していたが、士官と下士官の不足という問題を抱えており、5月下旬の攻勢のころには予備戦力も（すべてグスタフ・ラインの増援に送られていたため）不足していた。

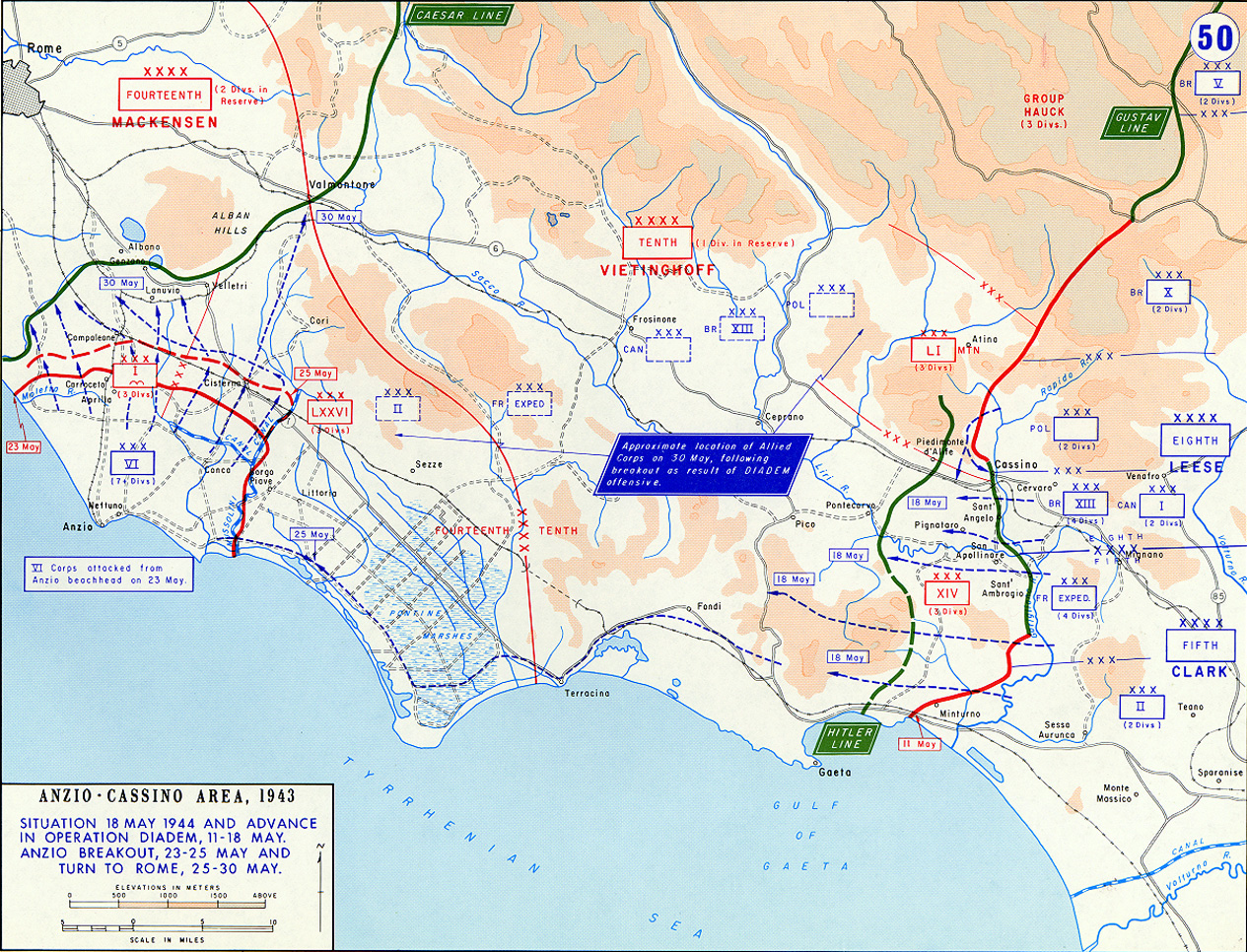
連合軍のアンツィオ包囲網突破とグスタフ・ラインからの進撃 1944年5月

「ダイアデム作戦」におけるアレクサンダーの全体計画では、第6軍団が内陸に侵攻しルート6を分断することとされていたが、クラークはトラスコットに別の案を講じ、命令から48時間以内に切り替えることが出来るように依頼した。トラスコットによって用意された4つのシナリオの中には「バッファロー作戦」（Operation Buffalo、水牛作戦）と名づけられた、チステルナを通過し、丘陵のギャップに侵入、ヴァルモントーネでルート6を分断するというものと、他に「タートル作戦」（Operation Turtle、カメ作戦）では、アルバーノ丘陵左への主攻勢がカンポレオーネとアルバーノを攻略するのを見越し、一気にローマを攻略するというものがあった。5月5日、アレクサンダーは「バッファロー」を選び、クラークにその実行を命じた。
しかし、クラークはのちに自著で明らかにしているように、アメリカ第6軍団が直接ローマに進撃しなければならないと決意していた。「我々は、ただローマ解放の名誉を得たいというのではなく、それを受けるに値すると思っていた。……我々は南からローマを制圧する最初の部隊になるだけでなく、本国の人々にその仕事をやってのけたのは第5軍であることを見せるつもりだったし、そのために支払うことになる代償についても分かっていた。」彼はアレクサンダーに、第6軍にはドイツ第10軍を罠にかけるだけの戦力は無いと主張し、アレクサンダーは（彼の要求に答える代わりに）もし「バッファロー」がつまづいた場合には、ローマ進撃の可能性はまだ残っていると含みを持たせた。5月6日、クラークはトラスコットに対し、「……ローマ占領が最重要の目的であり、「バッファロー」だけでなく「タートル」も実行出来るよう準備しておくように」と伝えた。
トラスコットの「バッファロー作戦」は極めて綿密に計画されており、
- アメリカ軍第45歩兵師団、第1機甲師団および第3歩兵師団が主攻勢を担当し、ドイツ軍第362および第715歩兵師団を攻撃、それぞれカンポレオーネ、ヴェッレトリ、およびチステルナ方面へ進撃する。
- その間、左翼のイギリス軍第5師団と第1師団は海岸線に沿って進撃し、ヴィア・アンツィアーテ北のドイツ軍第4降下猟兵師団、第65歩兵師団および第3装甲擲弾兵師団を釘付けにする。
- 連合国軍最右翼の第1特殊任務部隊はアメリカ軍攻勢の側面を守備する。

とされていた。

## 包囲網突破
1944年5月23日05:45、連合軍の1,500門からなる砲撃が開始された。40分後、砲撃は停止し、近接航空支援の下、歩兵および機甲部隊は進撃を開始した。初日から激戦となり、第1機甲師団は100台の戦車を失い、第3歩兵師団は955名の死傷者を出した。これは第二次世界大戦中、アメリカ軍が一日で被った損害のなかでもっとも大きなものだった。ドイツ軍もまた第362歩兵師団の戦力の50%を失った。
ドイツ第14軍司令官マッケンゼンは連合軍の主攻勢がヴィア・アンツィアーテを目指していると確信し、5月23日と24日のイギリス軍による大規模な陽動作戦がそれを裏付けているように思わせた。しかしケッセルリンクは連合軍の狙いはルート6を獲ることと確信し、ヘルマン・ゲーリング師団に対してリヴォルノからヴァルモントーネ方面に240kmの地点で停止し、カッシーノから撤退してくる第10軍のためにルート6を確保しておくよう命じた。
5月25日午後、チステルナは陥落した。アメリカ軍第3師団は家屋を一軒一軒しらみつぶしにしてドイツ軍第362歩兵師団を追い出し、最終的に街から撤退させた。同日の終わりまでに第3師団はコーリ近くのヴェッレトリの前線に開いたギャップに向かって進撃しており、第1機甲師団の一部はヴァルモントーネから5km以内の位置まで達し、リヴォルノに到着し始めていたヘルマン・ゲーリング師団の部隊と接触した。アメリカ第6軍団は3日間で3,300名を超える損害を出しながらも「バッファロー作戦」は進行しており、トラスコットは第1機甲師団と第3歩兵師団が翌日にはルート6に進出する事に自信を持っていた。

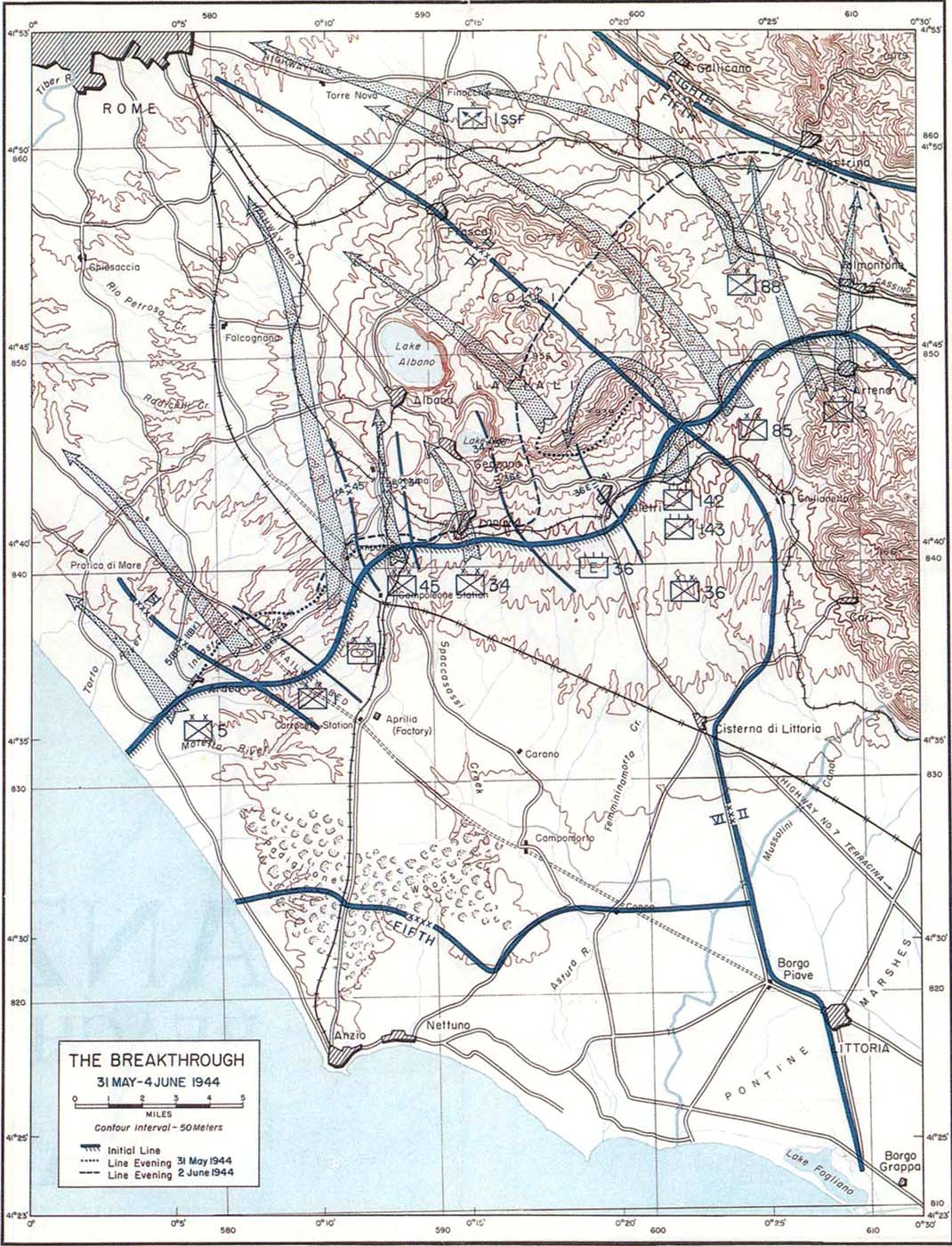
ローマへの最後の進撃

5月25日夕刻、トラスコットはクラークからの新しい命令を作戦将校ドン・ブランド准将経由で受け取った。そこには事実上「タートル作戦」を実行すること、そして攻撃の主軸を90度左へ転進させよとあった。もっとも重大な点は、ヴァルモントーネおよびルート6への進撃は第3歩兵師団とそれをサポートする第1特殊任務部隊により続行されるが、第1機甲師団は新しい攻撃計画の準備のために一旦後退するということだった。クラークは5月26日の朝遅く、命令の変更が“既成事実”になってしまった頃に、アレクサンダーに対し状況を報告した。
この時、トラスコットは驚いたとのちに述べている。「……私はあぜんとした。いまだ強力な敵のいる北西に進んでいる場合ではなかった。我々は退却するドイツ軍を確実に壊滅させるために全力でヴァルモントーネ戦線のギャップに攻め込むべきだった。私は最初にクラーク将軍と直接話し合うまで命令に従わなかった。……（しかし、）彼は海岸堡におらず、無線さえ通じなかった。……上陸部隊の主攻撃目標をヴァルモントーネ戦線のギャップから変更するというような命令は、ドイツ軍第10軍をみすみす見逃してしまうものだった。26日に命令は実行に移された。」彼は書きつづけた。「これまで私は、クラーク将軍がアレクサンダー将軍の指示に忠実に従っているということに何の疑いも持たなかったが、彼はアンツィオの戦略目標をすべて制圧した5月26日に私の攻撃方向を北西に変更した。最初にローマに入ることはこの失われたチャンスのささやかな埋め合わせでしかなかった。」
5月26日、アメリカ第6軍団が困難な転進を始めた頃、ケッセルリンクはルート6への敵進撃を食い止めるために4個師団の一部をヴェッレトリの前線のギャップに送り込んだ。5月30日に撤退するまでの4日間、彼らはアメリカ軍第3師団を相手に戦い抜き、第10軍団の7個師団が撤退し、ローマ北へ向かうまでルート6を確保しつづけた。
新しい攻撃軸は第1機甲師団が5月29日にカエサル・C・ラインの主力守備隊と対峙する配置につくまでほとんど前進しなかったが、いずれにせよ5月30日にフレッド・ウォーカー少将指揮のアメリカ軍第36歩兵師団がカエサル・C・ラインの第1降下猟兵軍団と第76装甲軍団との間にギャップを見つけるまでは大きな進展はありそうになかった。彼らはアルテミシオ山の急斜面を登りヴェッレトリの背後を脅かし、守備隊を撤退させた。これがターニングポイントとなった。フォン・マッケンゼンは自らの辞任を具申し、ケッセルリンクはそれを受理した。
5月25日、更なる圧力をかけ、クラークはグスタフ・ラインの海岸沿いで戦闘中だったアメリカ第2軍団を、アルバーノ丘陵右側周辺からルート6沿いにローマに進撃させるため第6軍団と合流するよう命じた。

### ローマ解放
6月2日、カエサル・C・ラインは連合軍の圧力に耐えきれず崩壊し、ドイツ第14軍はローマを抜け撤退を始めた。同日、ヒトラーは第二のスターリングラードになる事を恐れ、ケッセルリンクにローマを放棄するよう命じた。次の3日間に渡り、ドイツ軍後衛は徐々に圧倒され、6月5日の早い時間にローマは陥落した。クラークはその日の朝、カンピドリオの丘にあるタウンホールのステップで緊急記者会見を行った。彼はこのイベントを完全にアメリカの功績とするために、市内に入る道路に憲兵隊を配置しイギリス軍を締め出した。

## 余波
ルーカスが当初から積極的に攻勢に出ていたらどうなっていたかという点についての論争は尽きていないが、ほとんどの識者の間では、初期のアンツィオ上陸計画には問題があり、最初に上陸した（機甲部隊の支援の無い）2個歩兵師団ほどの戦力で、果たしてルート6を遮断しドイツ軍の反撃を撃退できたかどうか疑わしいという点で一致している。ただ明白なのは、クラークのドイツ軍撃破よりローマ占領を優先した「ダイアデム作戦」の計画変更（最終的にアメリカ第5軍およびイギリス第8軍あわせて44,000名の損害を出した）のせいで、ドイツ第10軍を撃滅するという目的は失敗し、連合軍にさらに厳しい戦いを強いる（特に1944年8月から1945年5月にかけてのゴシック・ラインなど）結果となったということである。
チャーチルはしかし、アンツィオでの作戦行動を擁護しており、彼の意見では戦力は十分だということだった。彼は、作戦の戦術的な結果さえ関係なく、戦争全体で見て戦略的な効果が即座に現れたと主張した。上陸のあと、ドイツ軍最高司令部はケッセルリンクの強力な師団5個を北西ヨーロッパに移動させるという計画を中止した。これは、来るべきオーバーロード作戦（ノルマンディー上陸作戦）にとって有利に働いた。チャーチルは、ソ連が東部戦線で相当な損失を被っているときに、イギリス軍がイタリアの地で戦争に貢献している事を証明しなければならなかったのである。

## その他の文献
- Milan Vigo, "The Allied Landing at Anzio-Nettuno, 22 January–4 March 1944: Operation SHINGLE", Naval War College Review: Vol. 67(2014): No. 4